# سیارک ۹۹۱۹۳
سیارک ۹۹۱۹۳ (به انگلیسی: 99193 Obsfabra، نامگذاری:2001GN4) نود و نه هزار و صد و نود و سومین سیارک کشف شده‌است که در ۱۴ آوریل ۲۰۰۱ کشف شد.